# Fundació Arranz-Bravo
La Fundació Arranz-Bravo és un espai d'art contemporani a L'Hospitalet de Llobregat que té el doble objectiu de difondre l'art del pintor Eduard Arranz Bravo (Barcelona, 1941) i promocionar la jove creació contemporània. A l'espera de ser inaugurada la seva seu definitiva a l'Antic Molí de L'Hospitalet, la fundació té el seu espai provisional en els antic magatzems de la fàbrica tèxtil de la Tecla Sala, en un projecte dissenyat per l'arquitecte Jordi Garcés. La Fundació forma part de la Xarxa de Museus Locals de la Diputació de Barcelona.
La Fundació compta amb una col·lecció de tres-centes quaranta obres d'art d'Arranz-Bravo entre pintures, obra sobre paper, gravats i escultures, donades per l'artista i que expliquen els seus diferents períodes creatius. A més, la Fundació organitza diferents exposicions i activitats que tenen com a protagonista l'art emergent i el pensament contemporani. L'altra focus d'activitat de la Fundació Arranz-Bravo és la seva tasca educativa, destinada especialment a escoles i centres socials de L'Hospitalet.